# جدجد شبه أزغب
جدجد شبه أزغب (الاسم العلمي: Gryllus subpubescens) هو نوع من الحشرات يتبع جنس الجدجد من فصيلة الجداجد الحقيقية.